# Ruská Bystrá
Ruská Bystrá (bis 1927 slowakisch „Ruské Bystré“; ungarisch Oroszsebes – bis 1902 und 1939–45 Oroszbisztra – älter auch Alsóbisztra) ist eine Gemeinde in der Ostslowakei. Sie liegt im Vihorlat-Gebirge etwa 6 km von der Grenze zur Ukraine und 22 km von Sobrance entfernt.

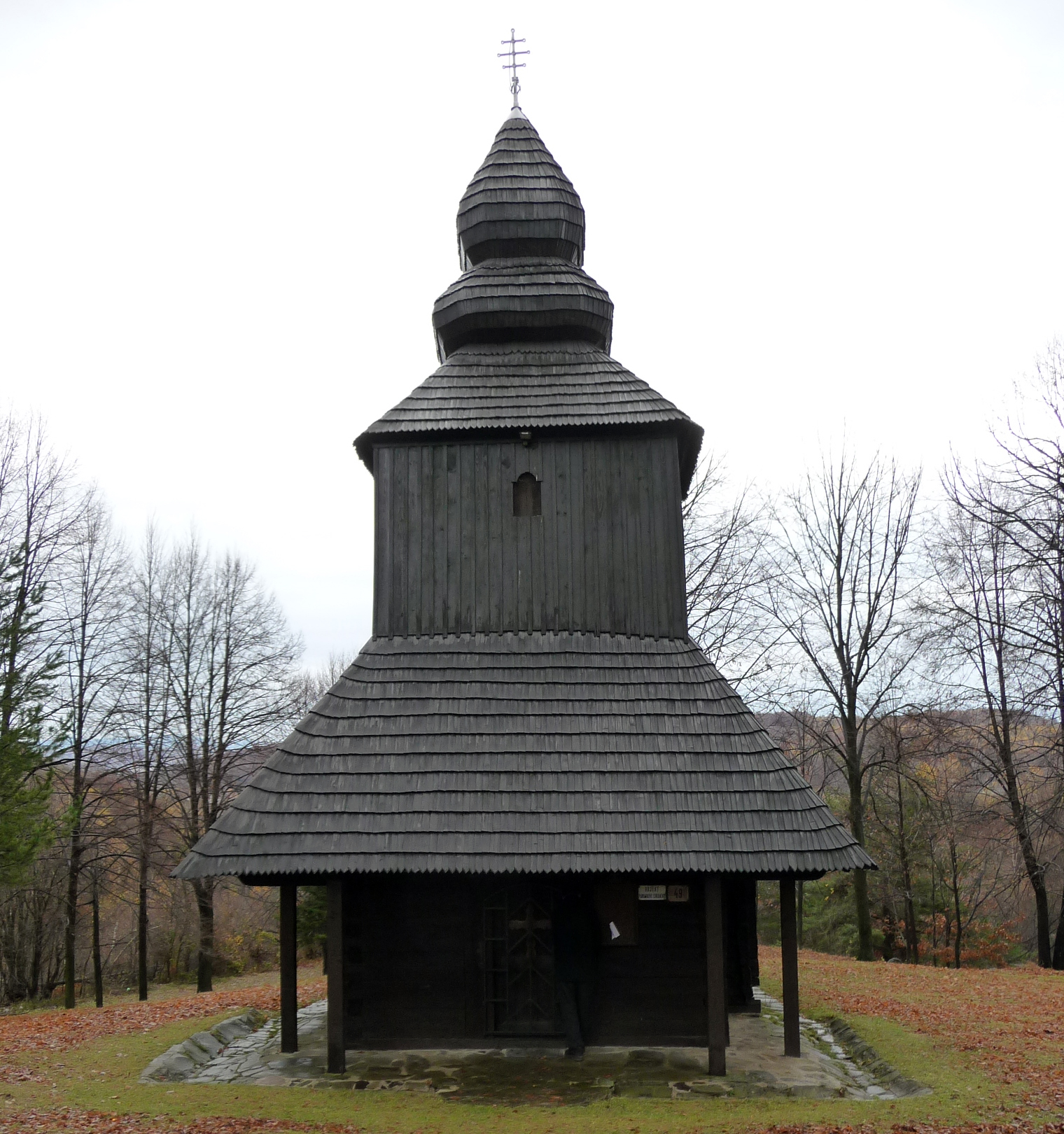
Holzkirche des Hl. Bischofs Nikolaus

Der Ort wurde 1405 erstmals erwähnt. Bis 1918 gehörte sie zum Königreich Ungarn und lag im Komitat Semplin, dann kam sie zur neu entstandenen Tschechoslowakei. Aufgrund des Slowakisch-ungarischer Krieges gehörte sie von 1939 bis 1945 zu Ungarn.
Im Ort befindet sich die griechisch-katholische Holzkirche Hl. Nikolaus aus dem Jahr 1730, welche 2008 in die UNESCO-Welterbeliste aufgenommen wurde.

## Bevölkerung
| Jahr                | 1994 | 2004     | 2014     | 2024    |
| ------------------- | ---- | -------- | -------- | ------- |
| Anzahl der Personen | 167  | 133      | 118      | 107     |
| Unterschied         |      | −20,35 % | −11,27 % | −9,32 % |

| Jahr                | 2023 | 2024 |
| ------------------- | ---- | ---- |
| Anzahl der Personen | 107  | 107  |
| Unterschied         |      | +0 % |